# Gori vatra
Gori vatra (bosnià: El foc és ardent) és una pel·lícula de comèdia dramàtica de Bòsnia i Hercegovina dirigida per Pjer Žalica. Va ser llançat l'any 2003.

## Argument
La trama té lloc a la petita ciutat de Tešanj a la Federació de Bòsnia i Hercegovina, dos anys després de la Guerra de Bòsnia. La ciutat està dominada per la corrupció, la prostitució i el crim organitzat. La gent de Tešanj viu en pau, encara que les cicatrius de la guerra són visibles a tot arreu de la ciutat, així com a l'ànima de la gent. Després de la guerra, la població de Tešanj es compon gairebé exclusivament de bosníacs. Els serbis viuen ara als pobles dels voltants.
S'anuncia que els EUA el president Bill Clinton farà una visita a la ciutat. Els buròcrates occidentals arriben a Tešanj per supervisar els preparatius de la visita. Tot a la ciutat ha d'anar en ordre, inclosa la falsa fraternitat entre bosnians i serbis.

## Repartiment
- Enis Bešlagić - Farouk
- Bogdan Diklić - Zaim
- Saša Petrović - Husnija
- Izudin Bajrović - Mugdim
- Emir Hadžihafizbegović - Stanko
- Jasna Žalica - Hitka
- Senad Bašić - Velija
- Feđa Štukan - Adnan
- Hubert Kramar - Supervisor
- Admir Glamočak - Hamdo
- Aleksandar Seksan - Imatge
- Almir Čehajić - Osman
- Alban Ukaj - Glavar

## Banda sonora
La cantant folk bosnia Emina Zečaj va gravar música per a la pel·lícula.

## Premis
- Pardo d’Argent, Festival Internacional de Cinema de Locarno - 2003[3]
- Étoile d’Or, Festival Internacional de Cinema de Marràqueix - 2003[4]
- Cor de Sarajevo a la millor primera pel·lícula, Festival de Cinema de Sarajevo - 2003
- Palmera d'Or, el premi Pierre Kast al millor guió a la XXV edició de la Mostra de València.[5]